# Brachystelma swarupa
Brachystelma swarupa là một loài thực vật có hoa trong họ La bố ma. Loài này được K.K.Kumar & Goyder mô tả khoa học đầu tiên năm 2001.